# Vilém Werner
Vilém Werner (8. prosince 1892, Vídeň - 22. května 1966, Praha) byl český dramatik. Spolu s Karlem Čapkem a Františkem Langerem patřil k nejúspěšnějším dramatikům první republiky, na rozdíl od nich však byl pozapomenut. Nejznámějším jeho dílem je drama Lidé na kře, které bylo i zfilmováno (1932, režie Martin Frič).

## Život
Dětství prožil ve Vídni, roku 1903 se rodina přestěhovala do Kolína, později do Prahy. Zde studoval reálné gymnázium na Vinohradech, ale v posledním ročníku musel ze studií odejít kvůli finančním problémům své rodiny. Stal se poté knihkupeckým praktikantem, později účetním v Ottově nakladatelství a dalších nakladatelstvích: M. Urbánek, J. R. Vilímek, Nakladatelské družstvo Máj a Česká grafická unie. V roce 1919 se stal účetním Státního obilního skladu v Praze, později obilního úřadu v Bratislavě. Později byl ředitelem administrace časopisu Slovenská politika (1921–1924) a novin Národný denník (1925). Na Slovensku jeho kariéra vyvrcholila tím, že se roku 1926 stal ředitelem firmy Novina, která provozovala pouliční novinové stánky. Byl jím až do roku 1928, kdy se vrátil do Prahy a byl jmenován tajemníkem Divadla na Vinohradech. Tam setrval do roku 1932, poté pracoval pro Československý rozhlas jako dramaturg a referent. Po atentátu na Heydricha roku 1942 byl z rozhlasu propuštěn, důvodem bylo členství v zednářské lóži a "styky s Židy" (mimo jiné s Maxem Brodem, který jeho hry překládal do němčiny). Pracoval poté jako lektor v Lucernafilmu. Opakované výslechy na gestapu ho zřejmě zlomily a uveřejnil v časopise Přítomnost sérii antisemitských článků. Napadal v nich také Karla Čapka, Osvobozené divadlo a vůbec celou první republiku. V článcích se odrážela i osobní rovina a "srovnávání účtů" s kritiky jeho díla (divadelní kritika jeho hry většinou nehodnotila zrovna příznivě). Po osvobození kvůli těmto výpadům dostal čtyřletý publikační zákaz. Již roku 1947 byl zákaz zrušen a byl přijat jako lektor znárodněného československého filmu. Po komunistickém převratu 1948 byl ale vyloučen ze Syndikátu českých spisovatelů a vyhozen ze Státního filmu. Odešel pak do invalidního důchodu. V 50. letech si ještě přivydělával v účtárně podniku Perun, který vyráběl pračky. Na konci 50. let se stal ekonomickým ředitelem Divadla Jiřího Wolkera. V roce 1966 spáchal sebevraždu.

## Dílo
Napsal dvacet tři dramat, většinou veseloher, které neměly daleko k červené knihovně (Choulostivá historie, Pod stromem zapovězeným, Hotel Zázračná voda, Srdce na uzdě, Láska je problém ožehavý, Štěstí je umění). Komedie Právo na hřích byla roku 1932 zfilmována Vladimírem Slavínským. Sám se podílel na scénářích několika snímků (Žena, která ví co chce, Jiný vzduch, Druhá směna, Šťastnou cestu). Vedle komedií napsal několik vážnějších her (Zkáza, Kuli, Todo je outsider, Komediant Hermelín, Medvědí tanec, Zuzana hraje vabank, Půlnoční slunce, Červený mlýn), z nichž zdaleka nejúspěšnější bylo drama Lidé na kře, které řeší mezigenerační vztahy a kriticky nahlíží na vývoj moderního světa. Psal také verše, drobné prózy, fejetony (Sedí rybář u vody, Chodí houbař po lese). Specifickou kapitolou byla jeho poúnorová tvorba, která nemohla být inscenována a ve většině případů nebyla inscenována ani po pádu komunismu (divadelní hry Člověk v pekle, Pařížský rychlík, Trosečníci). Někdy jsou mu mylně připisovány překlady z angličtiny (Faulkner aj.), jejichž autorem je ale jeho jmenovec, filolog Vilém Werner.